# شينيا أندو
شينيا أندو (باليابانية: 安藤 信也) (7 يوليو 1976 في فوكوكا في اليابان – )؛ هو لاعب كرة قدم سابق كان يلعب كحارس مرمى.